# Soughton
Soughton är en by i Flintshire i Wales. Byn är belägen 190,2 km 
från Cardiff. Orten har 1 664 invånare (2016).